# Orbital atomic

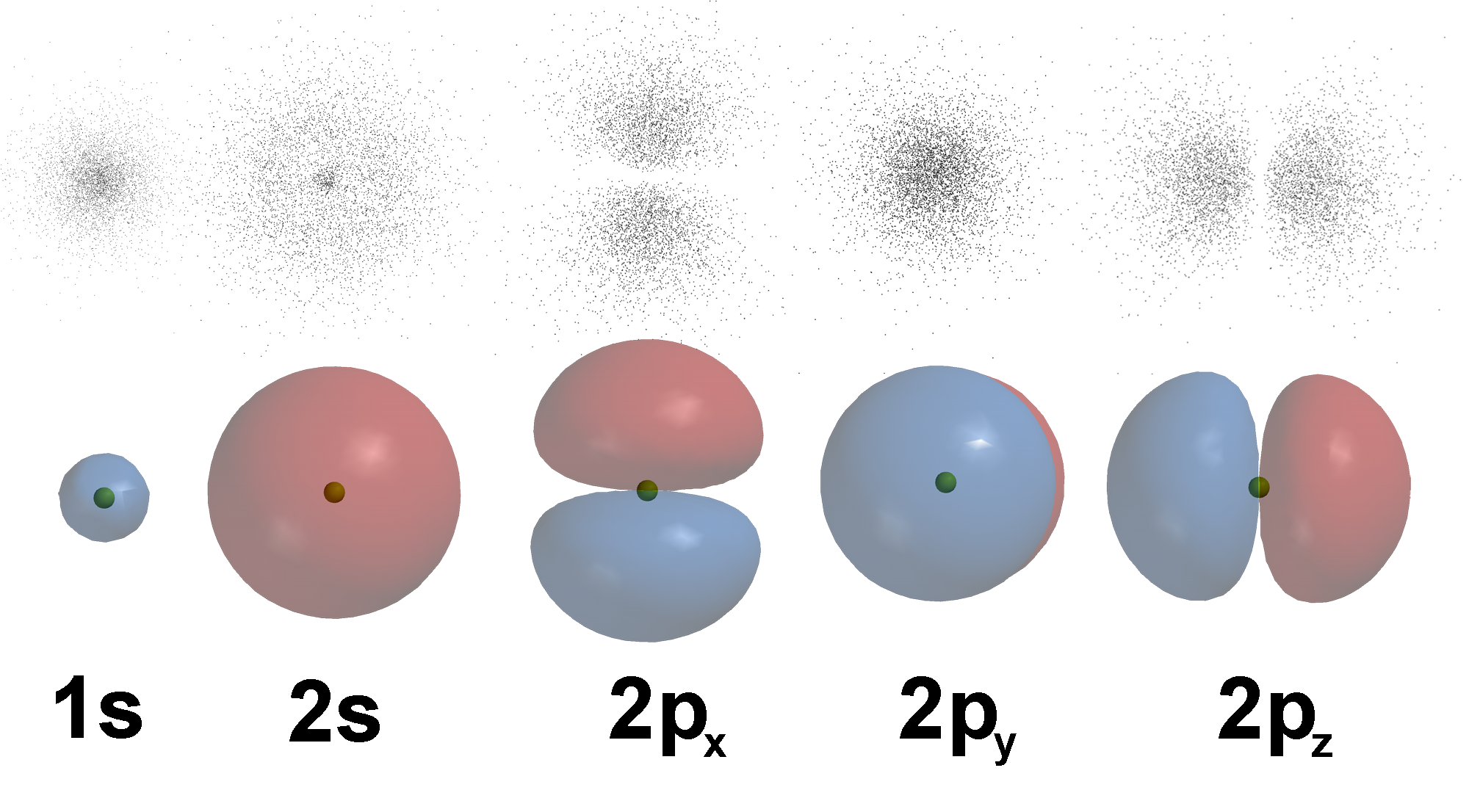
Reprezentarea orbitalilor primului şi celui de-al doilea strat electronic

Termenul de orbital atomic este o noțiune din fizica cuantică, utilizată la descrierea atomului printr-o funcție de undă în mod probabilistic asociată poziției electronilor în jurul nucleului.

## Poziționarea electronilor pe orbitali
Ocuparea orbitalilor cu electroni se face pe baza următoarelor reguli:
- Principiul minimului energetic sau al stabilității: în starea fundamentală a atomului, electronii tind să ocupe orbitalii caracterizați de energia cea mai mică, dinspre nucleu (n=1) spre exterior.
- Principiul de excluziune al lui Pauli: doi electroni aparținând aceluiași atom nu pot fi caracterizați de aceleași numere cuantice n, l, m și s. Chiar dacă au identice numerele cuantice n, l și m, ei trebuie să difere prin sensul de rotație, respectiv numărul cuantic de spin. Deoarece acest număr are doar două valori, +1/2 și -1/2, rezultă că pe un orbital nu pot exista decât maxim doi electroni (care diferă prin valoarea lui s).
- Regula lui Hund⁠(en)[traduceți]: electronii se distribuie în învelișul electronic astfel încât numărul electronilor cu spin paralel (necuplați) pe orbitalii cu aceeași energie (au aceleași numere cuantice n și l) să fie cât mai mare. Regula arată că în cazul orbitalilor degenerați din același strat (au energii egale) amplasarea electronilor se face ocupând fiecare orbital degenerat cu câte un electron și apoi, dacă încă mai există electroni, se realizează cuplarea de spin a acestora.